# PGC 309
LEDA/PGC 309, auch UGC 30, ist eine Spiralgalaxie vom Hubble-Typ S: im Sternbild Pegasus nördlich der Ekliptik. Sie ist schätzungsweise 221 Millionen Lichtjahre von der Milchstraße entfernt und hat einen Durchmesser von etwa 80.000 Lichtjahren. Vom Sonnensystem aus entfernt sich das Objekt mit einer errechneten Radialgeschwindigkeit von näherungsweise 4.800 Kilometern pro Sekunde.
Sie gilt als Teil der 18 Mitglieder zählenden Lyons Groups of Galaxies LGG 1 um NGC 7831 und befindet sich direkt neben dem Stern TYC 2263-632-1. Im selben Himmelsareal befinden sich unter anderem die Galaxien PGC 180, PGC 289, PGC 2024299, PGC 2037352.